# 轟木堅一郎
轟木 堅一郎（とどろき けんいちろう、1973年9月 - ）は、日本の薬学者・化学者（分析化学）。学位は博士（薬学）（福岡大学・2005年）。静岡県立大学薬学部教授・大学院薬学研究院教授。
福岡大学薬学部助手、福岡大学薬学部助教、静岡県立大学薬学部准教授などを歴任した。

## 来歴

### 生い立ち
1973年9月生まれ。九州大学に進学し、薬学部の製薬化学科にて学んだ。1996年3月に九州大学を卒業すると、そのまま九州大学の大学院に進学した。大学院では薬学研究科の薬学専攻にて学び、1998年3月に博士前期課程を修了した。その後、2001年3月に博士後期課程を満期退学した。なお、後年になって、福岡大学より博士（薬学）の学位を取得した。

### 研究者として
大学院を満期退学した翌月、福岡大学に採用され、薬学部の助手として着任した。学校教育法の改正にともない、2007年4月に福岡大学にて薬学部の助教となった。また、文部科学省の「地域イノベーション戦略支援プログラム」を活用して久留米リサーチ・パークなどを中心に設立された「久留米バイオカレッジ」では、2010年4月より講師を務めた。その後、静岡県立大学に転じ、薬学部の准教授に就任した。なお、静岡県立大学の大学院では、薬学研究院の准教授も兼務している。

## 研究
専門は薬学であり、特に分析化学など化学にかかわりの深い分野を研究している。具体的には、新たな蛍光プローブや発光プローブの創製に取り組んでいる。また、蛍光相互作用を利用した生体関連成分分析手法、オミクス解析のための分析ツール、抗体医薬品の体内動態解析手法、など、分析や解析のための技法やツールの開発に取り組んでいる。その一環として開発した蛍光誘導体化試薬ならびに蛍光誘導体化方法については、特許を取得している。これらの業績に対しては、フィジカルファーマフォーラム奨励賞、クロマトグラフィー科学会奨励賞、日本薬学会九州支部学術奨励賞、などが授与されている。高速液体相分離および関連技術国際シンポジウムではアジレント・テクノロジー最優秀ポスター賞を受賞している。2016年12月には、教員活動評価において業績が優秀と認められ静岡県立大学学長表彰を受けた。
学術団体としては、日本薬学会、日本分析化学会、日本化学会、クロマトグラフィー科学会、フルオラス科学研究会、新アミノ酸分析研究会、高分子学会、などに所属している。フルオラス科学研究会では評議員などを務めた。

## 略歴
- 1973年 - 誕生。
- 1996年 - 九州大学薬学部卒業。
- 1998年 - 九州大学大学院薬学研究科博士前期課程修了。
- 2001年 - 九州大学大学院薬学研究科博士後期課程満期退学。
- 2001年 - 福岡大学薬学部助手。
- 2007年 - 福岡大学薬学部助教。

## 賞歴
- 2008年 - フィジカルファーマフォーラム奨励賞。
- 2009年 - クロマトグラフィー科学会奨励賞。
- 2010年 - 日本薬学会九州支部学術奨励賞。
- 2013年 - 高速液体相分離および関連技術国際シンポジウムアジレント・テクノロジー最優秀ポスター賞。
- 2016年 - 静岡県立大学学長表彰。

## 著作

### 執筆
- 日本薬学会物理系薬学部会・分析化学担当教員会議編『薬学分析科学の最前線』じほう、2009年。ISBN 9784840739658
- 山口政俊・鶴田泰人・能田均編『演習で理解する薬学の分析化学』広川書店、2010年。ISBN 9784567256704
- 山口政俊・升島努・能田均編『パートナー分析化学』2巻、改訂2版、南江堂、2012年。ISBN 9784524402885
- 日本分析化学会編『アミノ酸・生体アミン分析』丸善出版、2012年。ISBN 9784621085349